# Collection Pictet
La collection Pictet est une collection privée d'œuvres d'art constituée par le groupe financier Pictet depuis 2004. Elle se compose de peintures, photographies, dessins, sculptures, installations et vidéos issus de courants variés, réalisés par des artistes nés en Suisse ou entretenant un lien culturel fort avec ce pays. En 2021, la collection comptait plus de 900 œuvres d'art.
Loa Haagen Pictet est curatrice de la collection. Elle a également été présidente de l'International Association of Corporate Collections of Contemporary Art (IACCCA) de 2014 à 2022.

## Histoire
Avant la création de sa collection, le groupe Pictet disposait dans ses bureaux d'un nombre limité d'œuvres d'art datant principalement du XIXe siècle. C'est en 2004 que le groupe commence à constituer une collection d'art à part entière, dont le but initial est notamment d'agrémenter son nouveau siège du quartier des Acacias à Genève. L'idée est alors de réunir une collection d'œuvres allant de la date de la fondation de la banque Pictet (1805) à nos jours, visible au quotidien par les collaborateurs et clients de l'établissement,. 
La Collection Pictet est exposée au siège du groupe à Genève, ainsi que dans ses bureaux en Suisse et à l'étranger, notamment à Lausanne, Zurich, Londres, Milan, Barcelone, Paris, Montréal, Hong Kong et Singapour,,. En 2018, la Collection devient également accessible au grand public en version numérique en étant librement consultable sur le site Internet de la Collection. Ce référencement numérique permet également de simplifier l'identification des œuvres pour les institutions culturelles souhaitant formuler une demande d'emprunt. Les pièces sont en effet régulièrement prêtées à des musées situés en Suisse ou à l'étranger. La Fondation de l'Hermitage de Lausanne consacre notamment en 2021 une exposition à Hans Emmenegger en empruntant des œuvres de l'artiste au sein de la Collection Pictet,.
La Collection s'agrandit à un rythme régulier et dans des domaines variés : peinture, photographie, dessin, sculpture, mais aussi installations in situ et œuvres vidéos,. Une importante partie de la Collection est consacrée à l'art contemporain. Les premières œuvres acquises en 2004 par le groupe Pictet sont des peintures du XXe siècle de Cuno Amiet. La  Collection compte 600 œuvres en 2016, 650 en 2017, 780 en 2018, 850 en 2020 et plus de 900 en 2021, dont deux tiers sont le travail d'artistes contemporains.

## Artistes
Parmi les artistes dont les œuvres sont exposées au sein de la Collection se trouvent notamment :
- Jacques-Laurent Agasse[1]
- Cuno Amiet[7]
- John M. Armleder[11]
- Jean Arp[11]
- Alice Bailly[1]
- Max Bill[11]
- Miriam Cahn[2]
- Alexandre Calame[1]
- François Diday[10]
- Hans Emmenegger[8]
- Peter Fischli et David Weiss[2]
- Sylvie Fleury[2]
- Franz Gertsch[7]
- Alberto Giacometti[3]
- Giovanni Giacometti[3]
- Thomas Hirschhorn[11]
- Ferdinand Hodler[3]
- Christian Marclay[2]
- Olivier Mosset[11]
- Meret Oppenheim[11]
- Markus Raetz[2]
- Pierre-Louis De la Rive[12]
- Ugo Rondinone[2]
- Niki de Saint Phalle[7]
- Roman Signer[2]
- Louis Soutter[11]
- Daniel Spoerri[7]
- Beat Streuli[11]
- Jean Tinguely[11]
- Niele Toroni[3]
- Félix Valloton[1]
- Rémy Zaugg[3]

## Distinctions
En 2017, le classement de « Global Corporate Collections » classe la Collection Pictet parmi les « 100 meilleures collections d'entreprises privées dans le monde ».